# مارفن إليوت نيومان
مارفن إليوت نيومان (بالإنجليزية: Marvin E. Newman)‏ هو مصور أمريكي، ولد في 5 ديسمبر 1927 في البرونكس في الولايات المتحدة.